# 松井達徳
松井 達徳（まつい たつのり、1965年6月25日 - ）は、福島県白河市出身の元プロ野球選手（外野手）。

## 経歴
学法石川高では、一塁手として1983年に夏の甲子園出場。3回戦で横浜商業高の三浦将明投手に抑えられ、3-19の大差で敗退。この試合ではエース小椋政彦の後を受けリリーフとして甲子園初登板を果たした。
高校卒業後は、法政大学へ進学。東京六大学リーグで在学中4回の優勝を経験。1986年秋季リーグでは打率2位を記録し、ベストナイン（一塁手）を受賞。4年生時には1987年秋季リーグで優勝するが、直後の第18回明治神宮野球大会決勝で筑波大に延長10回の熱戦の末に敗れた。リーグ通算82試合出場、260打数75安打、打率.288、5本塁打、40打点。大学同期に秋村謙宏投手、鈴木俊雄らが、1年下に中根仁らがいる。
大学卒業後は、社会人野球の日産自動車に入社。大学の3年先輩の島田茂がいたこともあり外野手に転向し、1988年から都市対抗野球に2年連続出場。1989年の第9回インターコンチネンタルカップ日本代表に選出され、大会ではキューバに次ぐ準優勝、首位打者を獲得した。
1989年のプロ野球ドラフト会議で中日ドラゴンズから4位指名を受け入団。
1年目の1990年から二番打者として19試合に先発出場するが、その後は伸び悩む。1993年には同姓の松井隆昌の入団でスコアボード等の表記が「松井達」となる。シーズン後半には、主にレギュラー右翼手として起用されたものの長続きしなかった。
1997年に中日を自由契約となり、阪神タイガースにテスト入団。ここでは出場機会があまりなく、1999年限りで現役を引退。
広角打法が持ち味で、外野のレギュラー候補として期待されていたものの、守備に難があり定位置獲得には到らなかった。一軍では代打起用が主であったが、先発出場時には三番打者として起用されることもあった。
現在は、神奈川県在住の会社員である。

## 選手としての特徴・人物
現役時代、バッターボックスで構えている際にバットを回していた。これは、力が入り過ぎないようにするためである。
通常バットはマークの両側面以外で打つと折れやすいが、本人によると回していても止める時には両側面の位置で止められていた。チームメイトに回転数を数えられたこともあり、2.5回転の時は調子がよいとのこと。また高校時代までは体の周りで円を描くように常に回転させていた。
『中日スポーツ』でドラゴンズを題材にした4コマ漫画『おれたちゃドラゴンズ』を連載しているくらはしかんは、松井を立浪和義とともに「二枚目」と評し、描きにくい選手の一例として挙げている。

## 詳細情報

### 年度別打撃成績
| 年 度     | 球 団     | 試 合 | 打 席 | 打 数 | 得 点 | 安 打 | 二 塁 打 | 三 塁 打 | 本 塁 打 | 塁 打 | 打 点 | 盗 塁 | 盗 塁 死 | 犠 打 | 犠 飛 | 四 球 | 敬 遠 | 死 球 | 三 振 | 併 殺 打 | 打 率 | 出 塁 率 | 長 打 率 | O P S |
| --------- | --------- | ----- | ----- | ----- | ----- | ----- | -------- | -------- | -------- | ----- | ----- | ----- | -------- | ----- | ----- | ----- | ----- | ----- | ----- | -------- | ----- | -------- | -------- | ----- |
| 1990      | 中日      | 33    | 92    | 81    | 13    | 22    | 1        | 0        | 2        | 29    | 7     | 1     | 1        | 6     | 0     | 5     | 0     | 0     | 17    | 1        | .272  | .314     | .358     | .672  |
| 1991      | 中日      | 18    | 23    | 23    | 0     | 3     | 0        | 0        | 0        | 3     | 0     | 0     | 0        | 0     | 0     | 0     | 0     | 0     | 8     | 1        | .130  | .130     | .130     | .261  |
| 1992      | 中日      | 16    | 41    | 39    | 4     | 10    | 1        | 0        | 2        | 17    | 4     | 0     | 0        | 0     | 0     | 2     | 0     | 0     | 10    | 0        | .256  | .293     | .436     | .729  |
| 1993      | 中日      | 32    | 92    | 88    | 9     | 28    | 6        | 0        | 1        | 37    | 9     | 0     | 0        | 2     | 0     | 1     | 0     | 1     | 14    | 1        | .318  | .333     | .420     | .754  |
| 1994      | 中日      | 44    | 74    | 68    | 1     | 15    | 2        | 0        | 0        | 17    | 5     | 0     | 0        | 0     | 0     | 6     | 0     | 0     | 18    | 1        | .221  | .284     | .250     | .534  |
| 1995      | 中日      | 26    | 57    | 53    | 8     | 13    | 3        | 1        | 1        | 21    | 3     | 0     | 0        | 0     | 0     | 4     | 0     | 0     | 9     | 2        | .245  | .298     | .396     | .694  |
| 1996      | 中日      | 17    | 24    | 23    | 1     | 4     | 1        | 0        | 0        | 5     | 0     | 1     | 0        | 0     | 0     | 1     | 0     | 0     | 4     | 0        | .174  | .208     | .217     | .426  |
| 1998      | 阪神      | 1     | 1     | 1     | 0     | 0     | 0        | 0        | 0        | 0     | 0     | 0     | 0        | 0     | 0     | 0     | 0     | 0     | 1     | 0        | .000  | .000     | .000     | .000  |
| 通算：8年 | 通算：8年 | 187   | 404   | 376   | 36    | 95    | 14       | 1        | 6        | 129   | 28    | 2     | 1        | 8     | 0     | 19    | 0     | 1     | 81    | 6        | .253  | .290     | .343     | .633  |

### 記録
- 初出場：1990年5月26日、対阪神タイガース7回戦（阪神甲子園球場）、7回裏から左翼手として出場
- 初打席：1990年5月27日、対阪神タイガース8回戦（阪神甲子園球場）、7回表に山中潔の代打として出場、中田良弘の前に凡打
- 初安打：1990年5月30日、対ヤクルトスワローズ10回戦（ナゴヤ球場） 9回裏に中村武志の代打、金沢次男から右前安打
- 初先発出場：1990年6月19日、対阪神タイガース12回戦（岡山県野球場）、2番・中堅手として先発出場
- 初本塁打：1990年7月7日、対阪神タイガース16回戦（ナゴヤ球場）、1回裏に伊藤文隆から2ラン
- 初回先頭打者から3者連続本塁打：1995年10月1日、対横浜ベイスターズ25回戦（ナゴヤ球場）、1回裏に米正秀からソロ （前打者は立浪和義・種田仁）※史上４度目

### 背番号
- 54 （1990年 - 1997年）
- 43 （1998年 - 1999年）